# Antonin Konias
 (mai 2023).
Antonín Ignác Nepomuk Koniáš, (Né le 13 février 1691 à Prague, Royaume de Bohême - Décédé dans cette même ville le 27 octobre 1760) est un jésuite tchèque du XVIIIe siècle, missionnaire dit de l'intérieur et écrivain. Il est un acteur important de la Contre-Réforme en Bohême.

## Biographie
Fils d'un imprimeur il rejoint l'ordre des Jésuites en 1708 et après sa formation initiale est destinée aux missions intérieures en Bohême. Sa mission consiste à prêcher de villages en villages. À partir de 1720 il est principalement prédicateur et catéchiste dans les environs dans la région de Čáslav. Et pendant deux années il travaille au collège jésuite de Jičín (d'abord comme prédicateur et plus tard aussi comme catéchiste). En 1725, il est le principal prédicateur de l'église de Krumlov située dans le collège des Jésuites. À partir de 1734 et cela jusqu'en 1750, il fait partie d'un groupe de jésuites parcourant tout le pays et invitant la population à la pénitence selon la pratique codifiée des dits pénitenciers.
Pour contrer l'influence protestante (principalement leurs écrits qui circulaient dans la région), il encourage les familles catholiques à se constituer une bonne bibliothèque de livres de références et à détruire les mauvais. Pour aider au discernement des livres il travaille à la rédaction d'un index de livres interdits, dangereux et suspects, un index se basant sur les conclusions des inquisiteurs actifs en Bohême tout au long du XVIIIe siècle. Une partie importante de la littérature tchèque de la période 1414-1620 est, selon lui, considérée comme dangereuse voire hérétique. Et afin de marquer les esprits il organise à titre d'exemple de nombreux autodafés aboutissant à la destruction de plusieurs milliers d'ouvrages.
L'index des livres autorisés se présentait ainsi:

« 1. Ouvrages de grammaire et dictionnaires, 2. Poèmes spirituels, chants, cantiques, 3. Poésie profane, 4. Drames, 5. Romans et littérature de divertissement, 6. Littérature grecque et romaine, 7. Histoire générale, 8. Histoire tchèque, 9. Histoire de l'Église, 10. Biographies, 11. Ouvrages mathématiques, 12. Ouvrages géographiques, 13. Philosophie morale, 14. Écrits de science politique, 15. Littérature sur l'éducation, 16. Astronomie, calendriers, anciens histoire, 17. Rêves, présages, 18. Phénomènes divers dans le ciel, 19. Ouvrages militaires, 20. Ouvrages scientifiques et alchimiques, 21. Économie, 22. Herboristerie, 23. Médecine générale, 24. Traitement de la peste, 25. Vétérinaire Documents, 26. Loi, Résolutions parlementaires, 27. Ouvrages dogmatiques et polémiques, 28. État de grâce, 29. Abrégés sur les Saintes Écritures, 30. Écrits bibliques, 31. Interprétations des Saintes Écritures, 32. Postilles, 33. Sermons, 34. Éloges funèbres, 35. Écrits liturgiques, 36. Écrits des Papes, 37. Écrits éducatifs religieux, 38. Sur les Confréries et leurs dévotions, 39. Littérature sur les images et saintes reliques, 40. Romans spirituels, 41. Révélation et prophéties, 42. Vie de Jésus-Christ et des saints, 43. Prières »

Après de nombreuses années d'activité missionnaire, il est nommé au collège Clementium de Prague en 1759. Il exerce jusqu'à sa mort la fonction de confesseur dans l'établissement.
Il combattait certes les idées protestantes mais aussi il s'opposa de la même manière au jansénisme. Écrivain capable il publie en 1733 un ouvrage polémique et apologétique de la foi catholique "Jediná choti Beránková".